# Bistum Kinkala
Das Bistum Kinkala (lateinisch Dioecesis Kinkalana, französisch Diocèse de Kinkala) ist eine in der Republik Kongo gelegene römisch-katholische Diözese mit Sitz in Kinkala. Es umfasst die Distrikte: Boko, Mindouli, Kindamba, Mayama und Kinkala im Departement Pool.

## Geschichte
Papst Johannes Paul II. gründete es mit der Apostolischen Konstitution Ecclesia sancta am 3. Oktober 1987 aus Gebietsabtretungen des Erzbistums Brazzaville, dem es auch als Suffragandiözese unterstellt wurde. 

## Bischöfe von Kinkala
- Anatole Milandou, 3. Oktober 1987 – 23. Januar 2001, dann Erzbischof von Brazzaville
- Louis Portella, 16. Oktober 2001 – 5. März 2020
- Ildevert Mathurin Mouanga, seit dem 5. März 2020

## Statistik
| Jahr | Bevölkerung | Bevölkerung | Bevölkerung | Priester     | Priester         | Priester       | Priester               | Ständige Diakone | Ordensleute  | Ordensleute      | Pfarreien |
| Jahr | Katholiken  | Einwohner   | %           | Gesamtanzahl | Diözesanpriester | Ordenspriester | Katholiken je Priester | Ständige Diakone | Ordensbrüder | Ordensschwestern | Pfarreien |
| ---- | ----------- | ----------- | ----------- | ------------ | ---------------- | -------------- | ---------------------- | ---------------- | ------------ | ---------------- | --------- |
| 1990 | 82.000      | 159.000     | 51,6        | 16           | 13               | 3              | 5.125                  |                  | 6            | 19               | 13        |
| 1997 | 130.656     | 212.190     | 61,6        | 32           | 26               | 6              | 4.083                  |                  | 13           | 27               | 13        |
| 2002 | 90.000      | 190.000     | 47,4        | 16           | 15               | 1              | 5.625                  |                  | 9            | 7                | 13        |
| 2003 | 84.000      | 140.000     | 60,0        | 12           | 10               | 2              | 7.000                  |                  | 10           | 10               | 13        |
| 2004 | 84.000      | 140.000     | 60,0        | 14           | 13               | 1              | 6.000                  |                  | 7            | 10               | 13        |
| 2006 | 88.500      | 148.000     | 59,8        | 16           | 16               |                | 5.531                  |                  | 8            | 11               | 13        |
| 2013 | 99.400      | 183.000     | 54,3        | 27           | 27               |                | 3.681                  |                  | 20           | 18               | 14        |
| 2021 | 76.500      | 175.000     | 51,0        | 37           | 37               |                | 2.067                  |                  | 12           | 13               | 17        |